# Ахисамах
Ахисамах (ивр. אחיסמך‎) — мошав, расположенный в центральной части Израиля. Административно относится к региональному совету Хевель-Модиин. 

## История
Мошав был основан в 1950 году беженцами из города Мсаллата в Ливии.

## Население
По данным Центрального статистического бюро Израиля, население на начало 2020 года составляло 1 377 человек.